# Azmar Airlines
Azmar Airlines — іракська чартерна авіакомпанія зі штаб-квартирою в місті Сулейманія.
Портом приписки авіакомпанії і її головним транзитним вузлом (хабом) є Міжнародний аеропорт Сулейманія.

## Флот
Станом на січень 2008 року повітряний парк авіакомпанії Azmar Airlines становили такі літаки:
- 1 Boeing 737-200
- 2 McDonnell Douglas DC-9 (в управлінні Jet Tran Air)